# Belvidere (Illinois)
Belvidere es una ciudad ubicada en el condado de Boone en el estado estadounidense de Illinois. En el Censo de 2010 tenía una población de 25585 habitantes y una densidad poblacional de 802,47 personas por km².

## Geografía
Belvidere se encuentra ubicada en las coordenadas 42°15′22″N 88°52′5″O / 42.25611, -88.86806. Según la Oficina del Censo de los Estados Unidos, Belvidere tiene una superficie total de 31.88 km², de la cual 31.28 km² corresponden a tierra firme y (1.88%) 0.6 km² es agua.

## Demografía
Según el censo de 2010, había 25585 personas residiendo en Belvidere. La densidad de población era de 802,47 hab./km². De los 25585 habitantes, Belvidere estaba compuesto por el 77.91% blancos, el 2.62% eran afroamericanos, el 0.54% eran amerindios, el 1% eran asiáticos, el 0% eran isleños del Pacífico, el 14.52% eran de otras razas y el 3.41% pertenecían a dos o más razas. Del total de la población el 30.64% eran hispanos o latinos de cualquier raza.